# 冬愛ことね
冬愛 ことね（とうあ ことね、1997年10月14日- ）は、日本のAV女優。JETSTREAM所属

## 略歴
2018年よりモデル・タレント活動を開始。
2019年3月、『145cmミニマムボディと八重歯が愛らしい道産子ちゃん』『身長145cm、体重35キロのミニミニ娘。』などのキャッチコピーで、kawaii*、本中、ナンパJAPANの3メーカーから同時デビューした小柄で貧乳のロリ系AV女優。なお、kawaii*は専属とされたが出演はデビュー作のみ。小柄で痩せていることもあり制服としては吊りスカートとブラウスの組み合わせを着る機会が多い。
後述のように幼い役を演じることも多いが、デビュー時から生ハメ、中出し、乱交を解禁するなどハードプレイもできる女優としてブレイクした。
札幌市を拠点とするアイドルグループ「札幌零ドル図鑑」のメンバーでもあり、AVデビュー後も並行して活動している。
2021年、ダスッ!の専属女優&専属広報に就任。
2024年1月29日週FANZA通販フロアランキングにて『とろっとろっ唾液オイルたっぷり配合 貧乳専門ベロチュー制服リフレサロン 伊織ひなの/冬愛ことね』（グローリークエスト）が10位を記録。
2025年1月20日週FANZAレンタルフロアランキングにて、『女子校生孕ませ民宿 鬼畜宿の媚薬罠に堕ち、精子が逆流するまで種付け中出しされ続けた女子旅』（ケイ・エム・プロデュース）が初登場3位を記録した。同作は2月3日週の同ランキングで4位再浮上。2月10日週は5位。

## 人物
チャームポイントはえくぼと八重歯。デビュー時の体格は145センチ、35キロで白い肌も特徴。この体格から幼い役を演じることも多い。小さい胸はデビューまでずっとコンプレックスであり、成人を超えてから小学6年生の姪に胸のサイズを越されたときには、悲しみにあふれたという。
オナニーは小学校高学年の頃からエロ漫画を見ながらしていた。
初体験は14歳の時で、相手は当時付き合っていた二つ上の先輩。
AVはスマホを持つようになってからエッチな事が色々知りたくて、またオナニーをするために見るようになった。そこからAVが好きになり詳しくなった。AV女優は憧れの職業であった。好きな女優は大槻ひびき。
朝霧浄監督作品に出演して以来、演技に興味を抱き、台本に付箋を貼るなど読み込んで役作りをするタイプ。

## 出演作品

### アダルトDVD
- ちっちゃいけどデカチン大好き! 北海道育ちの身長145cmミニマム専門学生AVデビュー（3月25日、kawaii*）
- AV男優さんの事、スキになっちゃうかも… 身長は145センチ、体重35キロAカップの激ミニスリム娘は、合体すると3秒で好きになっちゃう 即ズボ即恋堕ち早漏現役女子大生! 生中出しAVデビュー!!（3月25日、本中）
- 上京たったの4日目! 北海道から来たばかりのチクビが敏感すぎる145cm36kg 繊細ミニマム少女ことねちゃん(21才)のナンパ記録映像をAV発売。 ナンパJAPAN EXPRESS Vol.101（3月25日、ナンパJAPAN）※「ことね」名義
- 両親が帰省でいない二日間、妹に欲望剥き出しでハメまくった中出し記録。（4月25日、ダスッ!）
- わたしはオジサンが大好き。（4月26日、宇宙企画）
- 今話題の動画アプリでアイドル的人気を誇る美少女ライバーくるみわちゃん ファンと裏パコしてるとの噂を検証したら やばい動画撮れました（4月27日、FIRST STAR）※「くるみわ」名義
- 【個撮】帰宅部Kちゃん 1スレンダーで従順、複数Pも生。小さいマ●コにねじ込んだったw（5月12日、MERCURY）※「K」名義
- 生中出しアイドル枕営業 Vol.001（5月17日、BAZOOKA）
- イマドキ☆ぐうかわギャル女子●生 Vol.007（5月17日、BAZOOKA）
- 春のフレッシュマン社会人限定! 「童貞さんとエッチしてもらっても良いですか?」 まだ仕事に慣れていないウブな新入女子社員に勃起見せつけ! ぐちょ濡れオマ●コに素股プレイ中ヌルっと生挿入! 胸キュン筆下ろし! 新生活頑張っていきましょうSPECIAL（5月17日、赤面女子）
- 「貧乳を笑うな!」 ちぃぱいコンプレックスの144cm地味メガネろりっ娘、決意のセカンドバージンDEBUT みずほちゃん（5月19日、ちぃぱいペチャ子）※「みずほ」名義
- 故郷の純朴美少女 〜親には内緒の妹近親相姦中出し性交〜（5月24日、I.B.WORKS）
- 時間停止させられた姉妹はコンマ0秒で濃縮絶頂しながら中出しされていた。（5月25日、ダスッ!）
- 【借金返済寝取り】 夫が作った借金を身体で返済新婚妻 娘を託児所に預けた後リビングで…寝ている娘の横で二人の野獣に（5月27日、MERCURY）※「仲間」名義
- 「ママ、シンジ(弟)…愛してるよ…」 家族のためにDQN養父のえげつない性欲のはけ口にされるけなげな日焼け少女。（6月6日、ひよこ）※「かりん」名義
- 「私、ビンカンすぎて電車の揺れでもイッチャいそうになります」危険日生中出し アバラが魅力的な文系女子 りなさん（6月13日、アポロ）※「りな」名義
- 羞恥 新入生発育健康診断 令和元年 〜初夏〜（6月20日、サディスティックヴィレッジ）
- 清楚J●が模擬店で糞ビッチなペロペロ喫茶をオープンwww 文化祭ピンサロ ネットをざわつかせ大炎上!集客は例年の10倍ですwww（6月21日、ゲッツ!!）
- クラスで憧れの体操服女子がある日突然、足がマ○コ化し校内でイキ悶えていたので…（6月21日、ゲッツ!!）
- 日焼け跡の残る姪っ子近親相姦（6月28日、TMA）
- 父親に犯され続ける娘の近親相姦映像（6月28日、I.B.WORKS）
- 早熟おっぱいイクイク中出し女子校生（7月8日、unfinished）
- おじさんの事が大好きすぎる通称「おじキュン女子」の生態を調査してみた件。 N●T48激似 秋田県出身 地下アイドル兼和菓子屋アルバイト 身長147cm ことちゃん20歳（7月12日、S級素人）※「こと」名義
- 眼鏡腐女子●生の変態妄想性行為となまなかだし VOL.002（7月12日、BAZOOKA）
- 露出願望に憑りつかれた制服美少女の蕾（7月13日、オーロラプロジェクト・アネックス）
- 痴漢対策で護身術道場に通う女子○生は、スキだらけでヤリ放題w稽古中に密着セクハラしてみたら…（7月19日、ゲッツ!!）
- 生意気にも競泳水着で色仕掛して授業のボイコットを企む女子○生に痺れ薬を飲ませ芋虫拘束着衣折檻!!（7月19日、ゲッツ!!）
- 【激ちび体型】勃起クリがデカ過ぎ敏感イキまくり! 「マ○コちっさいけど巨根でズボズボ貫かれるのが好き!」 アナルも爆舐めする性根スケベな女学生ハメ撮り!（7月25日、オーロラプロジェクト・アネックス）
- 絶対にバレてはいけない秘密の関係。 自分を好きすぎるけなげなひよこビッチにところかまわず誘惑されて…（7月25日、ひよこ）
- 両親の居ない日、僕は妹と精子が枯れるまで1日中ヤリまくった。（7月26日、TMA）
- 午前10時 学校どうしたの… ことね（7月27日、ビッグモーカル）
- パパ大好き!ママには言えないパパとことねのエッチな日常（8月1日、MILK）
- ナマ撮れ素人流出動画 01（8月2日、プレステージ）
- ご主人様が大好きすぎるヤンデレメイドご奉仕 Vol.002（8月2日、ONEZ）
- 今日も義父に玩具にされて… 冬愛ことね（8月2日、光夜蝶）
- 友カノの寝取り顔を黙って売ってます（8月2日、NON）
- お兄ちゃんに配信(さら)される私。（8月2日、NON）
- 金欠の姉ちゃんに金貸す代わりにオナニー見せて!って軽く冗談で言ったら予想に反してすぐにガチオナニーして童貞の僕を抜きにかかり僕から金をせびった件。（8月2日、NON）
- 初めてが私でいいのかな ひよこ女子の密着・いちゃいちゃ・甘えんぼ極上筆おろし 〜ひよこ1周年記念スペシャル。君はどの天使で筆おろしされたい??編〜 3（8月8日、ひよこ）
- 素人男女モニタリング実験でゲッツ!! ♀スク水美少女×一般巨根おじさん♂ 「普段お世話になっているパパ友さんの体を隅々まで洗ってください」とスクール水着を渡して2人きりで密室風呂に入れたらどうなる?（8月9日、ゲッツ!!）
- 家売るレディの営業 Vol.001（8月9日、BAZOOKA）
- 令嬢調教 地獄の30日間 身も精神も犯され、孕むまで子宮に注がれ続ける下卑た男達の精液（8月13日、オーロラプロジェクト・アネックス）
- 体育の授業中に忘れ物を取りに来たブルマ女子に計測マニアの童貞同級生が身体測定痴漢で弄びながら大量中出しwww（8月16日、ゲッツ!!）
- 葛飾共同区営団地 日焼け美少女わいせつ映像 4（8月23日、I.B.WORKS）
- いたいけな少女に群がる狂った鬼畜家族 冬愛ことね（8月24日、シャーク）
- 「先生、私、進学します」 進路まで決めてくれた大事な恩師とデリヘルバイトで再開。（8月25日、ダスッ!）
- 私、脅迫されてます コンビニ店員、屈辱奴隷堕ち。冬愛ことね（8月30日、光夜蝶）
- チチに言われて、近所のおじさんちに行きました。冬愛ことね（8月30日、NON）
- だっちぼうこう 家族のために働いてます（9月7日、ティーチャー）
- 貧乳パイパン美少女中出し 「オジサン大好き…」 スレンダーボディ性感開発セックス（9月10日、ケートライブ）
- 【※閲覧注意】ヤバすぎる、闇ロ○売買の実態。怯えて動かない少女を人形の様に遊ぶ鬼畜変態客… 狭い車のトランクに詰め込まれ、変態ロ○リコン男に永遠にじっくりむちゃくちゃにされ続けていく145cmの女の子（9月12日、SODクリエイト）[18]
- 新卒社員お貸しします。 VOL.001（9月13日、S級素人）
- 貧乳Acupティーン限定! 初めての赤面くちゅくちゅ素股体験! 小さなワレメと極太ち●ぽを擦り合わせてそのままズブッ! 悶絶する美少女にドクドク生中出し!（9月13日、赤面女子）
- ちっぱい美少女が敏感乳首を集中愛撫で開発されて人生初の乳首イキ絶頂するまで（9月25日、SEX Agent）
- 連れ子姉妹（9月27日、I.B.WORKS）
- 真面目で純真な少女の悩み事 「先生おしえてください」（9月28日、JUMP）
- 感じる汁姦（10月1日、中嶋興業）
- 『お父さん、エッチってなに?』と無邪気な娘の質問に、俺は真面目に答えようと奮起しすぎて勃起。それを興味津々で弄り倒す娘にたまらず射精したら、おいしそうにゴックンまでされてしまった件。（10月4日、NON）
- 「私のママになってくれませんか…?」レズビアン少女のママ活日記。 若妻たちの性欲のはけ口になりたくて笑顔でご奉仕する敏感少女（10月7日、ビビアン）
- 野外で初めての全裸!初めてのSEX! 初めて尽くしの恥ずかしい（＞_＜）が止まらない!20名全員が初出演! 今年度入社した新卒うぶ女子社員たちの全力! 青空♡スポーツテスト!（10月10日、SODクリエイト）※「琴原夏美」名義
- 3日間滞在して寝食を共にする超高級美少女ソープ（10月10日、アイエナジー）
- マジックミラー号逆ナンパスペシャル! 真夏のビーチに“超高級4輪車ソープ”が出張中! 素人ボーイズはマッハで射精ドクドクどぴゅ〜っ!（10月10日、サディスティックヴィレッジ）
- 顔出しMM号 女子○校生限定 ザ・マジックミラー 素人女子○校生が初めてのデカチンイラマチオ体験! in池袋 ギンギンに勃起したデカチ○ポを喉奥までねじこまれえずき汁を垂らしながらも疼いてしまったうぶJ○! キツキツオマ○コに巨根を挿れられ制服着たまま本気イキ!!（10月19日、ディープス）
- 男を舐めきった不感の少女がオジサンのクンニに堕ちた日（10月19日、ROOKIE）
- 生意気な妹に彼氏が出来たので中古品になる前に兄である俺が寝取って中出し性奴隷にしてやった（10月19日、かぐや姫Pt）
- 神パンスト 制服ロリ美少女の美脚を包んだ生ナマしいパンストを完全着衣でムレた足裏からつま先を味わい尽くす!顔騎や足コキ、時には中出し時にはお尻にコスってぶっかけとやりたい放題!発情させられた女の変態調教絶頂プレイを楽しむフェチAV（10月24日、親父の個撮）
- 冬愛ことねと豚男10匹の家畜種付け孕ませSEX（10月25日、ダスッ!）
- シロウト女子個人撮影ハメ撮り日記(双方合意の上でハメてます) 小さなおっぱいで一生懸命頑張ることねちゃんAかっぷ（10月26日、シャーク）
- 大好きな母と結婚した義父は鬼畜な人でした。（11月1日、光夜蝶）
- お兄ちゃんは、私を離さない（11月1日、NON）
- 素人撮影会の人気モデルは敏感体質のAcup美少女（11月1日、プラネットプラス）
- 潜入! メス獣ナイトサファリ ―男性器をヴァギナで喰らうケモノに襲われる恐怖パニック映像―（11月7日、SODクリエイト）
- イメビアイドルNTR 〜芸能人志望の彼女とスケベ制作会社の浮気中出し映像〜（11月7日、プレミアム）
- 低身長145cm つるぺた妹中出し ことね18歳 いもうと変態性教育 お兄ちゃんにバージンを捧げる従順妹（11月12日、ケートライブ）
- 居酒屋で働く何も知らない新人アルバイトに難癖付けてパワハラ強制性交を繰り返す極悪店長（11月19日、アパッチ）
- 素人ナンパでセンズリ鑑賞 5 見るだけでいいんです!だからちょっと僕のチ●ポ見てもらえませんか?（11月19日、かぐや姫Pt）
- 全国学校映像コンテストグランプリ作品 「私たちは、クラスメイトのAVを撮影しました」 AV Debut?（11月21日、SODクリエイト）
- 痴漢泣き寝入り娘 2 拒絶しながらも半べそ顔でイってしまった黒髪女子○生（11月21日、ナチュラルハイ）
- 絶対に手を出してはいけないひよこ女子に媚薬まみれの極悪チ○コで鬼イラマチオ。そして… その参（11月21日、ひよこ）
- 連れ子 パンスト好きの義父と狂った義兄に犯されて（11月22日、REAL）
- ひとりじめ（11月25日、ダスッ!）
- 父兄惨姦（11月29日、光夜蝶）
- 周りに清楚扱いされてる姉は実はドS。その事実を知る僕に淫語を浴びせながらチ●ポを弄び、射精管理するのが好きな姉を何とかしてください。（11月29日、NON）
- ママさんバレー猛練習 ハイレグブルマ姿の人妻8人にえっちなイタズラ!（12月7日、かぐや姫Pt）
- つるぺた姪っ子中出し（12月10日、ケートライブ）
- 素顔の私を犯してください。おじさんのことしか愛せないちっちゃな美少女が綴るSEX日記。（12月12日、MILK）
- いっぱいキスしよっ 友達以上、初レズエッチ（12月13日、U&K）
- 歪んだ性癖を持つ兄に喉奥を犯された妹 嫉妬が生んだ兄の異常性欲（12月19日、ドグマ）
- 身長差レズビアン ミニマム女子は高身長美人がお好き?!（12月19日、レズれ!）
- ウブな綿パン×ニーハイ女子○生 お仕置き調教（12月19日、お夜食カンパニー）
- 帰省してきた姪っ子を家庭内痴漢で何度もイカせまくった数日間の記録（12月26日、DANDY）※「あやか」名義
- 生徒会長の座を狙うヤリマン女子校生の中出し肉弾選挙戦!!（12月27日、million）
- 冬愛ことねSPECIAL BEST4時間（12月27日、TMA）※単体ベスト
- 大っきいおじちゃんと、わたし。ことね（12月27日、ドリームチケット）

- 『もっと激しく喉の奥に突いて欲しい…』 超真面目だと思っていた義妹の本性は実は超エロくてイラマされても更に激しさを要求するド淫乱女だった!!（1月7日、Hunter）
- 素人娘の全裸図鑑 9 今時の女の子13名が恥らいながら脱衣していく様子をじっくり撮影した、変態紳士のためのヘアヌードコレクション（1月7日、かぐや姫Pt）
- がいがぁかうんたぁ実写版 クジラックス作 同人誌界を震撼させた、全く容赦なしのロ○漫画 待望の実写化（1月9日、SODクリエイト）
- やらせろ地味子（1月13日、あら、スケベ）
- 貧乳パイパン妹の初体験SEX（1月14日、ケートライブ）
- そのプリンっと突き出したお尻にノックアウト!!超美尻いや神尻の義妹にバックで何度も中出ししちゃったボク!! 突然できた義妹は可愛くて超美尻!!sしかも無防備だからパンチラ&胸チラしまくり!!当然ボクは勃起しまくり!!しかもわざとなのか偶然なのか超美尻をボクの目の前に突き出しているから我慢の限界!!気づいた時には義妹のパンツを下ろし何度も何度も後ろから突き刺してしまっていました!!初めは嫌がっていた義妹だけど何度も中出ししていたら気持ちよくなったのか、自分から求めるほど淫乱女子に大変身!!逆に何度も求められちゃいました!!（1月19日、Hunter）
- ボクの可愛い妹を売ります。 小さい頃からずっとボクのいいなりの妹をこれから犯しに行ってきます…（1月19日、アパッチ）
- ひよこ女子にお酒を飲ませてみたら効果絶大。 べろんべろんに酔っぱらって若い身体を好き勝手楽しむことができました。（1月23日、ひよこ）
- 中出しイラマ好きツインテール優等生 ことにゃん オジサンとの生々しいガチイキ顔連発調教記録（1月25日、AVS Collector's）
- オナホフェラ 2 オナホま●こと口ま●このダブル快楽天国!（2月1日、OFFICE K'S）
- 母親が不在の3日間、性欲に純粋すぎる姪っ子に四六時中ベロちゅうをせがまれ理性を保てず舌を絡ませながら抱きつきセックスで中出ししまくった（2月1日、LUNATICS）
- 女子社員に鬼イラマ・大量潮吹きの上下責めで強●的に体内の水分を放出したら、失神するほど激イキしてしまうのか!? SOD性科学ラボ REPORT 12（2月6日、SODクリエイト）※「琴原夏美」名義
- おじさん、私のオシッコ飲みたいの? 溺れるほどの顔面浴尿（2月6日、レイディックス）
- いきなり!足裏舐め&足裏発射（2月6日、レディックス）
- 入院したら隣がけなげなひよこ女子。ムラムラが我慢できなくなって小さな体を固定して敏感マ●コの奥(子宮)をガン突きしまくった。（2月6日、ひよこ）
- コタツの中はパンチラ天国! 綿パンチラし放題!パンツが食い込んでマン筋も見えたりしてフル勃起! 実家に遊びに来た姪っ子たちはみんな制服姿でいつも以上に可愛く、恥ずかしながらドキドキしっ放し!生足をだしているせいかすぐにコタツに入るんだけど、ふと中を覗くとそこは姪っ子の綿パン丸見えのパンチラしまくり!コタツの中でガードが緩んでいるせいかマン筋まで見えてしまう!当然勃起してしまうボク。すると覗いていたのと勃起がバレて超ピンチ…!と思いきや姪っ子は興味津々でボクの勃起チ○ポを触ってきて…（2月7日、Hunter）
- おじさん、ことねのおしっこのんで?（2月7日、犬）
- メンヘラJD オッサンにヤラレ放題のワケあり裏バイト（2月11日、ケートライブ）
- 朝這いレズ 早朝ノンレム睡眠女子にレズしちゃえ!（2月13日、U&K）
- 制服美少女のエッチな課外活動（2月13日、S-Cute）
- 現役美人ジムトレーナーを発情モニタリング! セクシー筋トレチャレンジで高額賞金GETできるのか!? プリプリお尻揺れまくり♪ 搾り取り騎乗位 VOL.001（2月14日、S級素人）
- 人懐っこくて妹みたいなキャラな彼女をアクメして個人撮影してみました。（2月14日、REAL）
- おい!お前の娘のマ○コが小せぇから、くちマ○コ調教してやったよ!（2月14日、宇宙企画）
- 私たち姉妹は洗脳され、義父の性玩具になりました… 2（2月14日、V&R PRODUCE）
- 「ゴメンね…チ○ポ挿れさせて欲しいの…」 最低な彼氏の命令なのに逆らえず誰とでもヤル言いなり幼馴染!! ボクには真面目で可愛い幼馴染がいるのですが、最近彼氏ができて会うこともなくなりました。だけど久しぶりに家に来た幼馴染は何やらいつもと様子が違い気まずそうに体をくっつけてきた…。そして何度も携帯を見ながら突然、服を脱ぎ始めた…?どうやら彼氏からのエッチな無茶ぶりメールに逆らえず言いなり状態に!?エスカレートする彼氏の命令にビクビクしながら従う幼馴染だけど体は感じまくり!ボクもその光景に勃起がおさまらずチ○ポを求められると激しくピストンしてしまい、イキまくる幼馴染に我慢できず何度も中出ししてしまいました…。（2月19日、Hunter）
- ノーハンドフェラは奴隷の証! 2 手を使わずにフェラチオする13人の素人娘（2月19日、かぐや姫Pt）
- 一人暮らしをしている兄の部屋に通う妹との隠し撮り近親相姦映像（2月28日、I.B.WORKS）
- 冬愛ことね、まるっと4時間ほられっぱなし（2月29日、NON）※単体ベスト
- 男汁ぶっかけ痴漢バス 絶倫チ●ポ集団に狙われザーメン凌辱中出し輪姦レ×プ（3月1日、ワンズファクトリー）
- ボクの家を溜まり場にするクラスの女子に睡眠薬と媚薬を投与して集団発情中出し!! 学校が終わると学校から近いボクの家はクラスの女子に占領されています。親は出張ばかりなので家にはボクしかいないから女子たちはヤリたい放題。学校でも家でもイジメられ続けています。休まる場所がないボクはもう我慢の限界!今までの恨みを晴らすべく、睡眠薬で女子たちを眠らせ胸やお尻を触りまくり!チ○ポも挿れて全員ハメまくってやりました!!さらに媚薬を飲ませて女子たちを強制的に発情させエロエロに!夢にまで見た仕返しハーレム展開!!と思ったら…媚薬が効きすぎて何度も中出しされまくり!?イってもイっても腰振りを止めない女子たちにチ○ポを喰い尽くされる想像以上の展開に! 結局ボクはヤッたのか?ヤラれてしまったのか?（3月7日、Hunter）
- 痴漢に強気の抵抗をしていたはずが、壁ドンで逃げ場を失い執拗な耳舐めにアヘ顔よだれイキが止まらなくなってしまう女!（3月7日、アパッチ）
- ママには内緒! 禁断の父娘相姦 低身長145cmのメガネっ子美少女 純真無垢なパイパンボディーにパパチ○ポ挿入!（3月10日、ケートライブ）
- リストラされて失業中、中年の俺がファミレスでバイト すると周りは若い女子学生ばかりで、使えない俺は怒られて男としては良いところ無し。そんな俺だがマダマダ股間は元気!接客の合間に同僚アルバイト女子のパンチラや、着替えを覗いたりしてソソられまくりビンビン!そんな俺に気づいたのか店が閉まった後、同僚女子が「バイト中にチ○ポ勃起させないでよ。気が散って仕事が出来無いでしょ」と言ってきた!あぁ〜また怒られると思ったら「一緒にスッキリして明日からバイト頑張りましょう!!」と言われて…使えない俺だが、学生の頃を思い出し昔出来なかったバイト同士の夢のセックス!ああ、中年になって性春セックス出来ました!（3月12日、SOSORU×GARCON）
- 「親友をレ○プしてください 」 そして、仲直りは竿姉妹丼ぶり輪姦。（3月12日、ひよこ）
- 新生中出しアオハル制服女子●生バイト Vol.001（3月13日、S級素人）
- おしゃぶり大好き 【完全主観】 ピンサロ店 ACT001（3月13日、宇宙企画）
- 私、実は夫の上司に犯され続けてます…（3月13日、溜池ゴロー）
- 激萌え注意な色白美少女の冬愛ことねが痴女に挑戦! が、ヲタ男子のフリしたAV男優のハードピストンで絶頂しまくりの連続中出しされてしまう!（3月13日、バルタン）
- 「もうケンカやめなさい!」 近親相姦愛を育む兄妹が喧嘩を装い親に隠れて喘ぎ声を押し殺しながら超危険な中出しSEX! 2（3月13日、V&R PRODUCE）
- 『お兄ちゃん苦しいけど…気持ちいいよ…もっとして!』 『私、クラスの女友達より遅れてるから色々と教えてほしい…』 突然出来た義妹は歳が離れていて超可愛くてロリ好きのボクには堪らない!しかも超無防備無警戒だから胸チラ、パンチラ、浮きブラ、乳首チラは当たり前!!しかもしかも最近、初体験を済ませてしまったらしくエッチな事に興味を持ち始めて自分がクラスの女友達より遅れている事を気にしてボクに色々とエッチな相談をしてくるんです!『お兄ちゃん、私が経験した事がないエッチなコト色々教えてほしい…』と言うので、指をチ○ポ代わりにイラマチオを教えてあげようと思ったけど、ボクも我慢できず『口で説明しても分からないと思うから…』とイキリ勃ったボクの勃起チ○ポを歳の離れた義妹の喉奥に何度も何度も思い切り突き刺してやりました!何度も何度も突き刺していたらヨダレをダラダラと垂らしながら涙目になって苦しがってた義妹も次第に興奮し始め淫乱ドM覚醒!!『苦しいけど気持ちいい…もっとして…』と言って結局中出しまで求められちゃいました!上のお口も下のお口もボクの精子でドロドロにしてやりました!!（3月19日、Hunter）
- 「彼氏なんて作っちゃダメだろ?ボクというお兄ちゃんがいるんだから…」 眠る妹にベッド拘束強制性教育（3月19日、アパッチ）
- 黒タイツ女子●生 潮吹き痴漢（3月19日、アパッチ）
- ジャージ&メガネの地味マネージャーのエロ可愛い下着にギャップ萌えフル勃起! メガネで地味なマネージャーの着替えを偶然見てしまったボク!色気のないマネージャーだと思っていたら下着だけは超可愛くてギャップ萌え!それ以来、マネージャーの着替えを覗いていたボクはさらに仰天!!なんと、今日のパンティーはTバック!大興奮でもう我慢できない!!!!気付けばエンドレスハードピストンでハメまくって中出しまでしちゃいました!（3月19日、アパッチ）
- 冬愛ことねの完全主観オナニーサポート お尻の穴までヒクヒクしちゃう!!（3月25日、アロマ企画）
- 孤独の風俗 制服リフレ編（3月25日、ダスッ!）
- 深夜のバイトシフトで一緒になったJ●と二人きりに! いたいけなうぶマンに手を出したら驚くほど感じまくってた（3月26日、アキノリ）
- 姪っ子お風呂レイプ記録映像（3月27日、I.B.WORKS）
- 「仕方ないなぁ〜今日だけだったら一緒に寝てあげてもいいよ!いっぱい甘やかしてあげる!本当に今日だけだよ!」 女の子にフラれて、落ち込んで家に引きこもっていると幼馴染が心配して慰めに来てくれた。幼馴染が励ましても全然気持ちが前向きにならないボクに今日だけなら…と帰らず一晩一緒にいてくれる事に…。「彼氏がいるからそういうのはナシだよ」と言いながらも優しい幼馴染は添い寝までしてくれた!ただTシャツは着ているもののノーブラ、下はパンツ一枚という格好なので、いけない妄想をしてしまったボクは当然勃起!我慢できず優しさにつけ込んで、彼女の体を触り始めました。「触るだけ」と懇願するボクに「本当に触るだけだからね」と優しく受け入れてくれる幼馴染。服の上からでも乳首を触ると相当感じてるので、調子に乗って直接乳首を寝舐め始めると声を押し殺して「舐めちゃダメ!」と言いつつも連続爆イキ!!「触るだけって言ったのに…」と幼馴染は可愛い顔で怒りながらもボクの勃起チ○ポに手を伸ばして来て…。（4月7日、Hunter）
- 入学式痴漢 中出しSP（4月9日、ナチュラルハイ）
- 彼女がいながらも浮気しました。その後、2人同時に付き合うことになりました。 二股相手と彼女が姉妹だと家で鉢合わせして知りました。（4月10日、ヒメゴト）
- ザーメンごっくん研究サークル 我がサークルでは精子量に自信があるザーメンドナーを随時募集しております!（4月11日、エムズビデオグループ）
- 「お兄ちゃん、もしかして私のこと避けてるでしょう?」 「バカその逆だよ!どストライクなんだよ(※心の声)」 4 無邪気にボクに接してくる妹はボクの事が大好き!!嬉しいは嬉しいけど実は超ドストライクで困ってます!!とにかくそれがバレないようにがんばっていたけど、そんなボクの気持ちを理解してくれず妹はボクがお風呂に入っている時に背中流してあげると言って入ってきたんです!!当然、妹の膨らみかけた胸は丸見えだし肌と肌がこすれ合うし‥そんなのされた日にはボクは勃起してしまいます!!!勃起していたら当然、バレてしまいヤバイと思ったけど隠しきれず!気持ち悪がられると思ったらそれどころか嫌われていなくむしろ自分に勃起してくれたことに興奮した妹は「お兄ちゃんが喜んでくれるなら何だってしてあげるね…」とまさかの神展開!!しかもしかも「小さいけど私…乳首すごく感じるんだよ!」と言うので乳首を弄り回したら感じまくって顔に似合わず体を反るほど連続爆イキ!!（4月19日、Hunter）
- 家に帰ると友達の彼女が酔ってパンツ丸出しで玄関に!? 彼氏とケンカして焼け酒を飲みまくっていたらしい。仕方がないので部屋に入れると…エロい仕草で誘ってきてる!?友達の彼女だけどソソられまくり!!ここまできたらヤらないワケにはいかず、ガッツリチ○ポを挿れてガンガンハメまくってしまいました!!（4月23日、SOSORU×GARCON）
- ネコぱこ（4月24日、TMA）
- 生中出しが大好きな膣キュン女子5SEX（4月25日、セレブの友）※「ねね」名義
- 大人に玩具にされ、イヤっと思ってもカラダが喜んでしまうワタシ。（5月2日、光夜蝶）※単体ベスト[19]
- ポニーテール慎ましやかな娘の淫乱本性 男の人とお喋りも出来ない女子大生はセックスで淫語全開のドスケベに変貌し中出しを求める…。（5月13日、AVS Collector's）
- 媚薬オイルえび反り絶頂エステ（5月13日、ダスッ!）
- 喉マ●コ中出し ミニ少女イラマチオ（5月15日、REAL）
- 今からこの一家全員レイプします 練●区光●丘（5月15日、REAL）
- 素人ヘアヌード大図鑑 〜有名大学女子大生編（5月15日、S級素人）
- 「私のパンチラ見たいんでしょ?」 清楚な顔した新しい娘が挑発おねだり即ハメ!母に隠れて憧れの義父チ○ポでイキ乱れ!何度も中出しを求めた! 3（5月15日、V&R PRODUCE）
- AV女優 裸コレクション 第十一弾（5月15日、V&R PRODUCE）
- もしも女の子にしっぽが生えてて、しかもそこが性感帯だったら… 〜しっぽのある世界〜（5月15日、ピーターズMAX）
- 結婚したら嫁の連れ子が6人全員ヤリマン女子○生だった! 彼女たちはとにかくエッチなフェロモン全開でその雰囲気に我慢できず、嫁に隠れて勃起しまくっていたら娘たちにバレてしまい6人の娘たちが誘惑してきてお義父さんチ○ポの奪い合いが始まった! 婚活し奇跡の結婚! しかし、嫁には連れ子が6人。嫁と結婚するだけならまだしも若い女子たちに囲まれての生活なんてドキドキの連続!さらには娘たちはヤリマン女子○生で超無防備な格好をしているんです。嫁がいるのについつい若い娘たちに目が奪われてしまい反省の日々。しかし、それを面白がってか娘たちは胸チラパンチラを見せびらかし、わたしを誘惑!!毎日毎日勃起していたらバレてしまい娘たちは気持ち悪がるどころか更に面白がって私のチ○ポを貪り始め「お義父さんチ○ポ試してみたい!」なんて次々にセックスの誘惑が…!夢に隠れて娘たち全員とセックスしまくりの生活に…!（5月19日、Hunter）
- 制服女子●生尾行押し込み連続レイプ 記録映像（5月22日、青空ソフト）
- 唾液フェラチオ 〜涎を垂らして粘液まみれで射精を誘う濃厚口淫〜（5月25日、SEX Agent）
- 街角清楚ビッチ 母娘ナンパ! W下着チェックで恥じらい赤面、W感度チェックで野獣イキ、そのまま生ハメ親子丼ナマ中出し!（5月29日、赤面女子）
- パンスト脚足指レズ（6月1日、ゑびすさん）
- 俺のかわいい肉便器ちゃん 失神させ丸ww ポルチオアクメw（6月11日、あっぷるぱい）※「ことね」名義
- お昼休憩中のナース達に生中出し 2（6月12日、BAZOOKA）
- 媚薬を飲んだニーハイ制服女子が絶対に離れられないカニバサミクンニホールドで仰け反り絶頂!逃げ切れぬ義父をがっちり抑えつけ中出し懇願!（6月12日、V&R PRODUCE）
- まだまだひよこ!! 身長147cm!!! ミニマム黒髪美少女とおじさんの初めての挑戦!! イけるかな〜?（6月13日、バイトちゃんPremiere）
- 「ねえ、もっとエッチなことしなくてもいいの?お兄ちゃん…」 フェラの手つきで過激にアピール!エスカレートする妹の誘惑! 2 妹はボクのことが大好きで、ボクが喜ぶことは何でもしてくれます。初めてオナニーが見つかった時などは引くどころか進んで手コキで抜いてくれて、そこからはどんどん過激に!「お兄ちゃん!今日も舐めてあげるね!」と親がいる前でもフェラの手つきでアピールしてくるんです。でもあるとき、フェラしてもらっていると「ねえ、もっとエッチなことしなくていいの?お兄ちゃん」と言ってくるので「さすがに兄妹だしこれ以上は…」と言うと悲しい顔をす妹。「じゃあ擦り付けるだけ、それならいいでしょう?」とボクの上に跨ると、すぐに挿れようとしてくる!ダメだと言っても全く言うことを聞かず、イタズラっぽい笑みを浮かべて「挿っちゃった」とボクの手を押さえつけてガンガン腰を振るもんですから堪らず中出し!もうそれからはどうでも良くなっちゃって妹の中に何度も中出ししちゃいました!!（6月19日、Hunter）
- 今夜、寝ている妹の綿パンにぶっ刺して童貞喪失してきます!!（6月19日、お夜食カンパニー）
- ロリっ娘×敏感Aカップ×スペレズ（6月19日、エムズビデオグループ）
- えっちな女子校生の淫語かたりかけ ぐちゅぐちゅ連続絶頂スク水オナニー 4（6月25日、アイエナジー）
- 娘の友達にマッサージされ四つん這いの状態でいきなり後ろから誘惑手コキ!おまけに正面からまたがられ、身動きが取れないベロキスホールド!!（6月25日、アキノリ）
- 濡れてテカってピッタリ密着 神スク水 美少女から人妻まで可愛い女子のスクール水着姿をじっとりと堪能！着替え盗撮から始まり貧乳から巨乳にパイパン、ハミ毛、ジョリワキ等のフェチ接写やローションソーププレイやスク水ぶっかけに生中出し等を完全着衣で楽しむAV（6月25日、親父の個撮）
- 潮吹き人形にされた美少女（6月25日、DARUMAX）
- ぴちぴちスク水女子○生がデカ尻ローションヌルヌル尻コキ! グチョグチョのスク水オマ○コに即ズボ生挿入!?デカチン激イキ連続中出しSEX!（6月26日、DOC）
- 放課後、生活指導。 学校で一番人気の先生とこっそり付き合っている事がバレて、大嫌いな先生にいっぱい犯されて… セックスの気持ち良さを知りました（7月3日、h.m.p）
- 近所で可愛いと有名な子を飼ってます。（7月3日、NON）[20]
- 過保護の娘が最近習得した催眠術にかかるわけないと思いながらも実験台に進んでなったら俺のエロ遍歴や恥ずかしいMな性癖を聞きだすくらいマジですごかった。聞いていた娘もエロモードに入り、Mな俺をいたずら交じりで責めてきてザーメンを残らず搾られた。（7月3日、NON）
- 『もっともっとエッチしたい!全然足りない!何回でも中に出して!』 久しぶりに再会した可愛い姪っ子は140cm台のチビッ子性欲モンスター! 昔よく遊んだ姪っ子と久しぶりの再会!変わらない幼さと可愛さに安心していたら…ボクのチ○ポに興味津々!?それでも子供扱いしていると、子供とは思えないドスケベ過ぎるエロテクでボクを責めまくり!こっちもスケベ心が隠せず勃起してしまうとすかさずチ○ポを挿入!!一回、二回、三回…何回発射してもチ○ポをギンギンに勃たせてくる姪っ子!性欲が枯れ果てるまで何度も中出しされてもまだまだ終わる気配はなくて…。（7月7日、Hunter）
- 洗脳催眠(じんかくそうさ) 学級委員はクラスの代表ではなく奴隷です!催眠の魔神と洗脳の魔神で姉妹仲良くだど〜ん（7月7日、山と空）
- ご都合主義ペット完全飼育デリバリー（7月10日、REAL）
- ガチナンパ! イッたコトがない素人女子! 気持ち良すぎて痙攣が止まらない! 膣奥アクメ 117イキ15発射!（7月15日、ナンパーズ）
- 学校帰りの黒ストJ系に「リモバイ」を着けたまま帰宅する過激ミッションに挑戦してもらったところ…（7月17日、ゲッツ!!）
- 両手足同時拘束連撃ピストン輪姦（7月19日、Hunter BLACK）
- 義妹の無防備過ぎる尻に欲情してしまい 孕ませバック連続中出し（7月23日、アイエナジー）
- 純真 新スーパースター 冬愛ことね Complete Memorial BEST 8時間（7月24日、宇宙企画）※単体ベスト
- 働くナースにムラムラが我慢しきれず即ズボ!? 突然の中出しSEXに発情したナースは自ら腰を振って何度もイキまくり!!（7月24日、DOC）
- ロリコンおやじと家出少女 ことねちゃん（7月25日、JUMP）
- 射精確率変動連荘ザーメン ～確変状態のチ●コに迫りくる痴女たちの止まらない悪戯～（7月25日、SEX Agent）
- 冬愛ことね、まるっと4時間やられっぱなし（7月31日、NON）※単体ベスト
- 女の子同士で乳首を吸ったり舐めたり引張ったり摘んだり勃起させるレズ（8月1日、ゑびすさん）
- 僕を助けてくれる幼なじみがいじめっこに犯されているのを見て勃起した（8月13日、MOODYZ）
- 華奢スレンダー美少女な彼女がデカチンすぎる黒人親父に寝取られ種付けプレスされていた。 冬愛ことね（8月13日、ダスッ！）[21]
- お父さんと温泉にきた少女と2人きり! 無警戒なチビッ子に勃起チ○ポを見せつけたらシャブられまくった（8月13日、DANDY）
- 創造できない誰にも見せられない有名私立女子●生の本性丸出しナマ交尾09 早見れむ 山本蓮加 冬愛ことね あやめ陽菜（8月14日、宇宙企画）
- 日焼け○学生三姉妹の夏休み 令和二年の夏（8月14日、BAZOOKA）
- 村長さんの悪ふざけ（8月28日、I.B.WORKS）
- 可愛い洋服だから脱ぎません 着衣のままパンティずらしてチ○ポを挿入！ 童貞を殺すガーリー編（9月7日、アロマ企画）
- 義妹を家庭内ストーカー! 我慢できずに危険日中出し13連発! 2（9月7日、Hunter）
- 少女ワキ虐め 冬愛ことね（9月10日、RADIX）
- ガニ股バイブ失禁オナニー（9月10日、RADIX）
- 生徒会長×ギャルビアン ～白が黒に染まるとき～ 五十嵐かな 冬愛ことね（9月13日、U＆K）
- 旦那が喫煙している5分の間義父に時短中出しされて毎日10発孕ませられています…。 冬愛ことね（9月13日、溜池ゴロー）
- 絶頂イク逝く112回 自画撮り潮まみれオナニー（9月15日、プリモ）
- こんな野外で?! 顔射後も止めない突然の笑顔しゃぶりで連続2回おねだり女子○生 6 総勢30人60発射総集編付き 豪華版（9月24日、ナチュラルハイ）
- 激シコすぎる幼児体型！性帝サウザー＋005みすみ（9月25日、性帝サウザー）
- ちっぱい細身美少女はおじさんチ●ポと遊びたい！ 冬愛ことね（9月26日、シャーク）
- チビ喰い 冬愛ことね（10月1日、中嶋興業）
- 優しかった近所のオジサンにレイプされました。 冬愛ことね（10月7日、アタッカーズ）
- ペニバンイラマチオ絶頂地獄。激動のノーカット映像。少女を可愛がるレズ3P（10月7日、ビビアン）
- 対戦相手は巨根AV男優!? 罰ゲームは即ハメ生中出し! かわいすぎるシロウト女子大生が必死にイキ耐える 凄いテク我慢ゲームにチャレンジ!（10月8日、アイエナジー）
- そうだAVを作ろう! 私たちが監督で女優の濃密美少女ハーレム記録映像。 枢木あおい 冬愛ことね（10月13日、ダスッ!）
- 嫁の連れ子姉妹を媚薬チ○ポでイキ狂わせて性奴●にするまでの3日間。 冬愛ことね 星あめり（10月13日、MOODYZ）
- 夏休みに水泳部で頑張って練習した日焼けした女子●生を拉致して強力媚薬レレプ! スク水の日焼け跡がそそる女子●生は即効性強力媚薬で嫌なのに何度もイキ狂う!!（10月9日、SCOOP）
- クリトリスの位置を覚えた妹が布団の中で丸まってオナニーしていて堪らない…（10月22日、ナチュラルハイ）
- ねぇねえ、家族でエッチなアソビをするとみんな優しくしてくれるのは、なんでなの?（10月30日、NON）
- 『お兄ちゃんもっとエッチしよう!』『まだまだ全然足りない\』『パパとママ明日帰ってきちゃうんだよ!』 今まで我慢していたのにお兄ちゃんと飽きるまで何度も何度もエッチしちゃった!（11月7日、Hunter）
- 俺を完全無視するくせに俺の友達の前ではイイ顔をする義理の妹にイラマチオハンドル串刺し3P上下中出し（11月7日、Hunter）
- 修学旅行でちょっとだけ大胆になったひよこビッチ達に告られまくったひと夏のハーレム（11月12日、ひよこ）
- 布団の中の痴女っこ 嫁の近くで抱きつき誘惑キスと密着スローピストンで生ハメされ我慢できず何度も膣射（11月12日、ナチュラルハイ）
- 女子校生孕ませレイプ中出し20連発 冬愛ことね（11月13日、REAL）
- 【※悪用厳禁】通電ショック洗脳実験 「パブロフの犬の定理」の電気実験を使って少女を完全にマインドコントロールする監禁術。 冬愛ことね（11月19日、ドグマ）
- ねっちょりベロレズキス（12月1日、ゑびすさん）※オムニバス作品
- レズ回春エステサロン 2  ～ペニバンエステコースで連続アクメ～（12月1日、U&K）※オムニバス作品
- 妹の口マ●コに四六時中地獄突き 冬愛ことね（12月4日、NON）
- ずっと家にいたこの期間。娘の性欲も限界らしく、父の私に通販で買った媚薬を盛り、お互いにアヘ顔晒しながら求め合うほど、イキ狂った夜。（12月4日、NON）※オムニバス作品
- ねぇ、今日はお父さんたちが帰ってくるまで何回しよっか?（12月4日、NON）※オムニバス作品
- 泥酔して意識不明になった女をレイプしてきた全記録300分 4（12月7日、ティーチャー）※オムニバス作品
- 小さい頃からボクに片思いしている幼馴染のおかげで毎日色々な女子とエッチできています。（12月7日、Hunter）
- 男の浪漫! 秘境混浴温泉を求めて…（下心を隠して）混浴温泉に入ったら、ウブでおませなひよこ女子にちんちんバカになるほどおち○ぽみるく絞りとられた（12月10日、ひよこ）
- ロリしか勝たん!! 完全主観 大好きなお兄ちゃんと過ごすエッチなおうち時間 冬愛ことね（12月24日、MILK）
- 黒髪娘のクリトリスの形までハッキリわかる ノーモザイク連続絶頂パンツ越しオナニー（12月24日、アイエナジー）※オムニバス作品
- アソコに直穿きスポウェア女子 マン肉クチュクチュ濡れすぎボディでエクササイズ!!（12月26日、オイスター海運）※オムニバス作品

- 冬愛ことね、まるっと4時間突っ込まれっぱなし（1月1日、NON）
- 敏感アクメ絶倫乳首レズ（1月1日、ゑびすさん）※オムニバス作品
- 男の顔にまたがってパンティやオマ○コを見せつけながら挑発する 逆さ撮りアングルオナニー（1月1日、OFFICE K’S）※オムニバス作品
- 3年2組の文化祭の模擬店は…『ちょんの間』。 私立のお嬢様○校の文化祭。ひときわ行列のできる大人気の模擬店は『ちょんの間』だった! しかも見た目だけでなくサービス内容も実際の『ちょんの間』顔負けの超過激な模擬店で女子が全力ご奉仕!（1月7日、Hunter）
- 彼女の初デートで使った思い出のビデオカメラで、地元のヤンキーの先輩に彼女がヤラれている姿を撮影させられるボク。怖くて動けないボクに彼女は助けを求めるけど何も出来ずにただカメラを向けるボク。勃起しているのがバレてボクは彼女でオナニーさせられてしまいました。（1月19日、Hunter）
- 義父が大好きすぎる女子校生が母の眼を盗んでパンチラ誘惑! 中出しを求めて何度も生ハメ!! 冬愛ことね 朝日しずく 日泉舞香（1月21日、アイエナジー）
- それでも僕は百合の間に挟まりたい。 High-Quality EDITION 冬愛ことね 渚みつき（1月25日、ダスッ!）
- 鬼畜な家族に玩具にされてます。（1月29日、光夜蝶）※オムニバス作品
- 素人娘のフェラチオが上手すぎる!! 7（2月1日、OFFICE K’S）※オムニバス作品
- もなみ鈴 レズ解禁 妹に恋した私 もなみ鈴 冬愛ことね（2月11日、アイエナジー）
- ひとり女子旅ナンパ 上京ちゃんが毎度おさわがせします Episode2 feat.FALENOTUBE（2月11日、FALENO TUBE）※「ゆいちゃん」名義
- 快楽シンドローム case7「いじめられたい合法ロリ肉便器」冬愛ことね（3月5日、h.m.p）
- エビ反りイキ女性専用媚薬オイルエステ 少し背伸びして大人の女性気分を味わいたい女子学生を対象に、女性専用オイルエステを開設!（3月11日、SOSORU×GARCON）
- 私立の女子校でずっと温室育ちの娘さんが挑戦!? ラップ1枚隔ててパパの欲望チ○ポに欲情し素股体験させちゃいました♪（3月25日、アイエナジー）※オムニバス作品
- ベロ全開唾液レズ接吻（4月1日、ゑびすさん）※オムニバス作品
- 全国統一小悪魔検定No.1騎乗位で誘惑してくる制服女子。 冬愛ことね（4月13日、ダスッ!）
- 香り立つ雌臭嗅ぎあいレズビアン（4月19日、ゑびすさん）※オムニバス作品
- えっちな女子校生の淫語かたりかけぐちゅぐちゅ連続絶頂ブルマオナニー 6（4月22日、アイエナジー）※オムニバス作品
- 冬愛ことね、まるっと4時間 全員にガン突かれっぱなし（4月30日、NON）※単体ベスト
- ヤる気を出させて優勝を目指す小悪魔女子マネージャー 冬愛ことね（5月13日、ダスッ!）
- 美人母娘、イタダキマス。数十年前に孕ませた女とその娘に会いに来ました。 九条みちる 冬愛ことね（6月13日、ダスッ!）
- アナルのシワの数までハッキリわかる! ノーモザイク連続絶頂アナル見せオナニー 2（6月24日、アイエナジー）※オムニバス作品
- 美人母娘、イタダキマス。数十年前に孕ませた女とその娘に会いに来ました。九条みちる 冬愛ことね（6月25日、ダスッ!）
- 媚薬入り睡眠薬で昏睡状態の美○女達に夜這い中出し!! 全員美少女 8人4時間SP 4（7月8日、親父の個撮）※オムニバス作品
- 出張先の温泉宿で相部屋になった女子社員から小悪魔逆NTR 最愛の妻がいるのに女子社員から誘惑され続け、年齢不相応に腰を振り続けてしまった私 冬愛ことね（7月13日、ダスッ!）
- 喉舌が敏感に感じてしまうほどイラマ調教された私は今日も恩師をしゃぶりに行きます。 冬愛ことね（8月25日、ダスッ!）
- 発射無制限。最高級おもてなし連射ソープ 冬愛ことね（9月28日、ダスッ!）
- 冬愛ことねプレミアムベスト 4時間（10月12日、K-Tribe）※単体ベスト
- Aカップ貧乳パイパン美少女 冬愛ことね4時間（10月22日、I.B.WORKS）※単体ベスト
- 世界の終わりだと洗脳された私は飼育監禁されました。 冬愛ことね（10月26日、ダスッ!）
- 憑依おじさんin冬愛ことね 病みつきスリム美少女を乗っ取り、代わりにお客様と情交。冬愛ことね（11月23日、ダスッ!）
- とあるヲタクの活動記録 14（11月23日、CP田園）※オムニバス作品
- 着衣の女性におち○ぽヌキヌキしてもらうなら普段着よりコスプレ要素が高い服装がイイよね!（11月23日、アロマ企画）※オムニバス作品
- 素人ホイホイ × MBM  舞い降りた貧乳エンジェル ちっぱいフェアリー 撮り下ろし3名（11月26日、MBM）※オムニバス作品
- 抗うことが出来ない巨根の快楽。終わらぬ子宮絶頂。膣凹NTR。 冬愛ことね（12月28日、ダスッ!）
- ちっパイシャ!! ちっぱいにザーメンをぶっかけられるちっぱい娘たち（12月28日、SEX Agent）※オムニバス作品

- あの日からずっと…。 緊縛調教中出しされる制服美少女 冬愛ことね（1月18日、無垢）
- 男を恥ずかしめ、金玉アナルも丁寧に愛撫。舐めしゃぶペロリビッチ 冬愛ことね（2月22日、ダスッ!）
- 素人女子●生ガチナンパ! 彼ピできたばかりのうぶなJ●が初イキチャレンジ! イク寸前で焦らして焦らして焦らしまくったら、パンティが思春期愛液でびっしょびしょ♡ 赤く火照りあがったぴくぴく幼体に念願の極太ち●ぽを挿入したらエビぞり痙攣イキまくり! 中出ししても発情が止まらず精飲させて2回戦!（3月25日、赤面女子）
- ナンパコ No.24  バイトへ向かう途中のスレンダー居酒屋店員をナンパしてナースコスプレで連続中出し!（3月27日、First Star）
- 【性の目覚め】乳首責めの面白さに目覚めてしまったウブなひよこ女子にチクスト（乳首ストーキング）されてちんちんバカになるまで中出しさせられた（4月21日、ひよこ）
- ビーチクJOI 乳首を責めながらオナ指示してくれる天使たち（4月26日、SEX Agent）※オムニバス作品
- 愛液出まくり! 女子○生のイキ過ぎピストンディルドオナニー（5月1日、OFFICE K’S）※オムニバス作品
- 地雷系家出少女 × 絶倫デカチン男 街で見つけた病みカワ娘を欲望のままに犯しまくった性交記録 冬愛ことね（5月5日、MILK）
- ヌルガリオイルエステ ヌルヌルのスレンダーボディを密着させて射精に導く極上エステ店 冬愛ことね（5月10日、バルタン）
- ストレス解消のためにオジサンをイジメて喜ぶロリっ娘制服小悪魔美少女 冬愛ことね（5月10日、犬）
- 在宅勤務でリモートワーク中のOLさん会社に内緒で副業パパ活しませんか!? Vol.002（5月17日、素人まっちんぐEX）※オムニバス作品
- ULTRA SWEET 赤貝 清純美○女強制淫覚限界調教 ～穢れなき幼肉凄絶なる残虐快楽嬲り～ 冬愛ことね（5月24日、AVS collector’s）
- アへ顔Wピースフェラ（5月24日、SEX Agent）※オムニバス作品
- ちびっこ拘束激イカセ悪徳エステ 3（5月26日、ナチュラルハイ）
- 接吻’唾’天使 冬愛ことね（6月7日、中嶋興業）
- 「だいちゅきメガチ○ポ先生!」 W痴女っ子ロ～リ～タは黒人デカマラが大好物! ハーレム小悪魔ワールドファック 工藤ララ 冬愛ことね（6月7日、ワンズファクトリー）
- 駅弁露出 抱っこSEXが大好き!! パイパン微少女をパンパンパンパン!（6月9日、SUN）
- 人生最高の想い出となるはずだった… 修学旅行にて。マセ過ぎてしまったメスガキJ●を汗だく巨漢レ×プ 冬愛ことね（6月14日、million）
- まいごの全裸少女を森で見つけて性欲が抑えられない 失踪少女に強○セックス・種付けプレス 冬愛ことね（6月21日、ドグマ）
- Let'sハメキャン! 女子ソロキャンプは危険だらけw純朴女子をナンパしてテントで野外でパコり放題!（7月5日、こぐま）
- 自画撮り白濁汁ダラダラ滴る激振り尻ピストンディルドオナニー（7月15日、プリモ）※オムニバス作品
- 東京中出し部 Vol.05 8名225分（7月27日、MERCURY）※オムニバス作品
- Aカップ貧乳勃起乳首（8月2日、ゑびすさん）※オムニバス作品
- 【洗脳済】産地直挿むすめ 私は生まれた時から巨根お父さん専用の肉穴です。 冬愛ことね（8月16日、ドグマ）
- チュルチュル素人 コスプレ大好きちっぱい娘と中出し個人撮影会 ことね (20)（8月27日、First Star）
- 満員ムレムレ黒タイツ女子○校生エレベーター 湿度300％超…下校直後でムレた色々なデニール数の黒タイツに挟まれ踏まれ何度も射精させられるっ! 【同時収録】満員ぎゅうぎゅう汗だく黒タイツサウナ（10月4日、DEEP'S）
- 長髪射 冬愛ことね（10月6日、RADIX）
- 訪問販売に来たお姉さんはおしっこを漏らしそうで限界ギリギリ!! 間に合わなかったお姉さんは人の家で恥辱の大量失禁をして水溜まりが出来ちゃう!! お漏らしに興奮した男に襲われて部屋がビショビショになるほどイカされまくるナマSEX!!（10月11日、SCOOP）
- あなたの初ヌード撮らせてください! 素人娘20人の全裸コレクション 2（11月1日、OFFICE K’S）※オムニバス作品
- 女帝遊戯 最上さゆき 冬愛ことね 乙アリス（12月6日、アタッカーズ）
- 痴漢盗撮 & 中出し素人娘 媚薬オイルマッサージ 18（12月8日、親父の個撮）※オムニバス作品
- ペロセク大好き! 制服美少女パコ美たん 冬愛ことね（12月13日、ティーチャー）
- 蔵の中で緊縛調教される女子校生 信頼していた家庭教師好青年の裏切り。喫茶店の変態店主に弄ばれた無垢な身体 冬愛ことね（12月13日、グローバルメディアアネックス）
- 濡れてテカってピッタリ密着 神競泳水着 冬愛ことね（12月22日、親父の個撮）

- 女帝遊戯 櫻井まみ 乙アリス 冬愛ことね 最上さゆき（3月7日、アタッカーズ）
- 聖水ハーレム美少女 体液グッチョリおしっこビチャビチャかけられ何度も射精させられたい! 天馬ゆい 天然美月 冬愛ことね 沙月恵奈（6月6日、MOODYZ）
- Wコスプレイヤーがラブホで中出し撮影会! 友達の前で互いのメス顔披露! スワッピング4P中出し大乱交 冬愛ことね 倉本すみれ（6月13日、ABC）
- 見せつけフェラからの他人棒ザーメンキッス（7月25日、SEX Agent）
- 姉御の個撮 神レズ競泳水着 冬愛ことね×監督神納花（11月9日、親父の個撮）

- 働くオンナの見せつけ挑発ダンス（12月10日、うさぎ/妄想族）
- おしっことマン汁でグッチョグチョになったパンティでチ〇ポをシゴかれる! おもらしパンティ手コキ（12月24日、犬/妄想族）

### アダルトDVD（監督作品）
- 姉御の個撮 神レズ競泳水着 桐香ゆうり×監督冬愛ことね（8月22日、親父の個撮）
- 姉御の個撮 神レズ競泳水着 美咲かんな×監督冬愛ことね（9月26日、親父の個撮）
- 姉御の個撮 神レズ競泳水着 栄川乃亜×監督冬愛ことね（11月21日、親父の個撮）

### アダルトVR
- 「お兄ちゃん、キスってどんな感じなの?」 〜キスに興味を持ち始めた思春期の妹と親には内緒の兄妹性交〜（5月31日、unfinished）
- 耳責めオプション付き!女子○生リフレ!!（6月29日、KMPVR）
- ツインテール美少女と合法ロ●3P!（7月11日、KMPVR-bibi-）
- いたずら姪っ子達が変態な僕に綿パンを見せてくれた（7月25日、unfinished）
- 3年4組テニス部 あいちゃん 145cm（8月1日、SODクリエイト）※「あい」名義
- べろを見続けるVR 3（8月3日、KMPVR）
- ハズレ無しデリヘル 〜本番禁止のデリヘルで店に内緒でこっそり本番!ロリかわ制服美少女とのイチャラブ中出し性交〜（8月9日、CASANOVA）
- お尻を近くで見続けるVR 2（8月10日、KMPVR）
- VRライブ配信消し忘れ 7（8月24日、HERO）
- 顔舐め手コキVR 2（8月29日、KMPVR）
- 身長147cmのちっちゃい美少女と何度も繰り返すベロキスと…目の前オッパイ騎乗位とバックと接吻しまくり対面座位【生中出し】（9月19日、アリスJAPAN）
- 雨の日、家出美少女… 濡れたシャツから透ける乳首…。 「いい人かと思ったのに…」（10月2日、ブイワンVR）
- 舐めJOI（12月20日、CASANOVA）
- 義父に姉が犯されるのをただ見るしかできないボク（12月26日、4K VR）
- 林間学校日焼け美少女わいせつVR（12月31日、TMA）

- ろりこん向け こども型ラブドールVR 中出しするごとに感度・人間性が増していくAIシステムを搭載（2月3日、SODクリエイト）
- 発情期なボクの妹 〜コンドームを外してガチ生ハメ&生中出し近親相姦SEX〜（2月14日、CASANOVA）
- 射精コントロール! オナ指示痴女（3月13日、CASANOVA）
- 売れっ子アイドルになるために! プロデューサー(僕)にエッチな営業しちゃいます!（3月19日、TEPPAN）
- 「お兄ちゃん大好きだよ!」 ニーハイ穿いた制服姿の妹が無防備を装い見せつける絶対領域にフル勃起! 生チ○ポ挿入すると相性良すぎて膝をガクガクさせながら何度もイキ乱れまさかの中出し懇願!（3月26日、V&R PRODUCE）
- 「頑張るから…お兄ちゃん、私を愛して…」 僕に一途な処女の妹が拒みながらも懸命にベロキス/耳舐め/フェラ/イラマチオ/精子ごっくん! 全身隅々まで舐めまわして密着生挿入! 初体験にも関わらず僕に抱きつきながら自ら激ピストン!まさかの中出し!（4月14日、V&R PRODUCE）
- 潜入アジアン海外風俗VR（5月4日、SODクリエイト）
- もう一生イケなくなるまで… 思考がグチャグチャに壊れちゃう膣狂いFUCK（5月12日、KMPVR）
- 怖いくらい気持ちの良かった身体測定の悪夢 デカチンで開発され、性への目覚め 開発調教された女子校生（5月18日、KMPVR-bibi-）※「ことね」名義
- 淫語でオナサポVR 〜射精を管理されたいM男向け!オナ指示痴女によるJOIスペシャル〜（6月19日、CASANOVA）
- パパ大好き! 私がことねちゃんになってあげる（6月20日、KMPVR）
- 放課後、角オナVR（6月22日、KMPVR）※オムニバス作品
- 生意気な妹に抵抗され睨まれ罵倒されながら無理やり近親相姦する兄VR（6月30日、TMA）
- 私…顔が性感帯なんです… 顔面愛撫VR（7月7日、KMPVR）※オムニバス作品
- 女体化×媚薬VR（7月17日、KMPVR）※オムニバス作品
- 発育途中の姪っ子いちかとことねと‘禁じられた遊び’に明け暮れたドックンドックン中出し夏休み 冬愛ことね 松本いちか（8月24日、kawaii*）
- 黒パンスト顔騎VR（8月27日、KMPVR）※オムニバス作品
- 日焼け姪っ子姉妹VR 2 冬愛ことね 松本いちか（8月31日、TMA）
- 1人の女性としての羽化の瞬間 合法ロ○ータ美少女の初オーガズム! 1回イクと間髪入れずに連続50回イク! 快楽スパイラル 冬愛ことね（10月27日、KMPVR）
- エロ漫画の読み過ぎでハードプレイに恋焦がれることねと淫語実況中継SEX（12月16日、KMPVR）

- エビ反りイキを体験するVR（1月14日、KMPVR）※オムニバス作品
- 【全編ノーモザイク】AV女優・ブルマ・デカ尻・アナルコレクション（1月14日、V&R PRODUCE）※オムニバス作品
- パンツを嗅ぎながらJOIオナニー指導されるVR（1月21日、KMPVR）※オムニバス作品
- 淫語と唾責めのご褒美プレイ!! 唾液痴女の口移しVR（1月23日、KMPVR）※オムニバス作品
- 指咥えさせJOI＆窒息JOI 新たな性感帯で喉イキ誘発VR!!（3月8日、KMPVR）※オムニバス作品
- 濃厚接触! 唾液まみれの粘膜ベロキス顔面舐め回しVR（4月16日、KMPVR）※オムニバス作品
- 女性器特化 美少女の感じる顔をガン見しながらまんぐりオマ●コをこねくり回すVR（7月14日、KMPVR）※オムニバス作品
- コスパ最強!! ハイクリティー作品をノーカットで4本収録!! 冬愛ことね 294分 SPECIAL ORGASM BEST!!（8月22日、KMPVR）※単体ベスト

- 彼女に振られたばかりの僕を甘やかす年下に見える年上女上司のほろ酔い慰めH 冬愛ことね（4月17日、KMPVR）
- 突然泊まりに来た友達の上下マ○コが気持ちよすぎて、発射した後もお構いなしの追撃ザーメン 冬愛ことね（4月22日、KMPVR-彩-）
- 野外美少女わいせつ映像VR（5月30日、TMA）※オムニバス作品
- 日焼け姪っ子の夏休み（9月30日、TMA）※オムニバス作品

### イメージDVD
- エッチな小悪魔学園（4月5日、デジプラン）※「三田真由子」名義
- 純系ホワイト 身長145cm Aカップ 八重歯美少女（6月13日、CRANE）※「雪美ここあ」名義
- エッチな小悪魔学園 〜過激な進級試験〜（8月23日、デジプラン）※「三田真由子」名義
- 夏のカケラ（11月15日、Superlative）

- Kusuguri Time 冬愛ことね（7月15日、スパークビジョン）
- 舌ベロのカーニバル! 冬愛ことね（7月26日、スパークビジョン）
- エッチな小悪魔学園 秘密のアルバイト（8月1日、デジプラン）※「三田真由子」名義
- Nipple Nude 冬愛ことね（10月26日、スパークビジョン）
- トキメキ制服天国（12月18日、デジプラン）※「三田真由子」名義

- エッチな小悪魔学園 セクハラ課外授業（2月19日、デジプラン）※「三田真由子」名義
- 放課後の秘密 揺れる百合のあやまち ことね（2月23日、あしたまえーしぃー）

- 彼女の中身 冬愛ことね（3月31日、LaVenus）
- エッチな小悪魔学園 居残り身体検査 （4月15日、デジプラン）※「三田真由子」名義
- エッチな小悪魔学園 休日ご奉仕活動（6月17日、デジプラン）※「三田真由子」名義
- エッチな小悪魔学園運動部（8月19日、デジプラン）※「三田真由子」名義
- エッチな小悪魔学園 キュートな帰宅部とマッチング（10月14日、デジプラン）※「三田真由子」名義
- ぺロリータ 冬愛ことね（11月29日、オルスタックソフト販売）

## 書籍

### 写真集
- WINTER LOVE 〜北海道から愛をこめて〜（2019年11月27日、ジーウォーク、撮影:安田一福）ISBN 978-4862979605

### デジタル写真集
- FLOWER 冬愛ことね vol.01（2020年5月22日、ジーウォーク、撮影：安田一福）
- LOVEPOP デラックス 冬愛ことね 001（2021年4月16日、PAD）
- LOVEPOP デラックス 冬愛ことね 002（2021年5月21日、PAD）
- FLOWER 冬愛ことね vol.02～vol.05（2021年12月24日、ジーウォーク、撮影：安田一福）
- Eternal youth -永遠の青春- 【グラビア写真集】（2022年5月20日、プレステージ出版、撮影：田村浩章）
- Eternal youth -永遠の青春- 【ヌード写真集】（2022年5月20日、プレステージ出版、撮影：田村浩章）
- まるみえHOTEL ことね 1～7（2022年6月21日、QH映像）
- 冬愛ことね、貸します。（2022年10月25日、若生出版）

### 雑誌
- 週刊プレイボーイ 2019年4月29日号（集英社） - インタビュー「新時代の趨勢は「貧乳」にアリ!! 新人ちっぱいAV女優」
- 実話BUNKAタブー 2020年3月号（コアマガジン） - 袋とじ「あべみかこ・冬愛ことね・あおいれな・渚みつき・小谷みのり他 Aカップ貧乳美女9人の超敏感!SEX写真」

### コラム
- 冬愛ことね×美谷朱里の 女のホンネ、全部ダスッ！（2021年12月7日 - 2022年2月28日[22]、FANZAニュース）美谷朱里との対談形式連載[23]

## 出演

### ウェブドラマ
- Scarlet Summer（2021年10月下旬配信予定、Amazon Prime Video） - 「村山綾香」役[24]

### テレビ
- みひろのギリコン #1,#2（2020年10月29日,11月12日、刺激ストロングチャンネル）

### 舞台
- GIGAスーパーヒロインライブVol.19（2024年7月6日、from scratch） - フォンテーヌ/エルタナトス 役[25]